# HKS

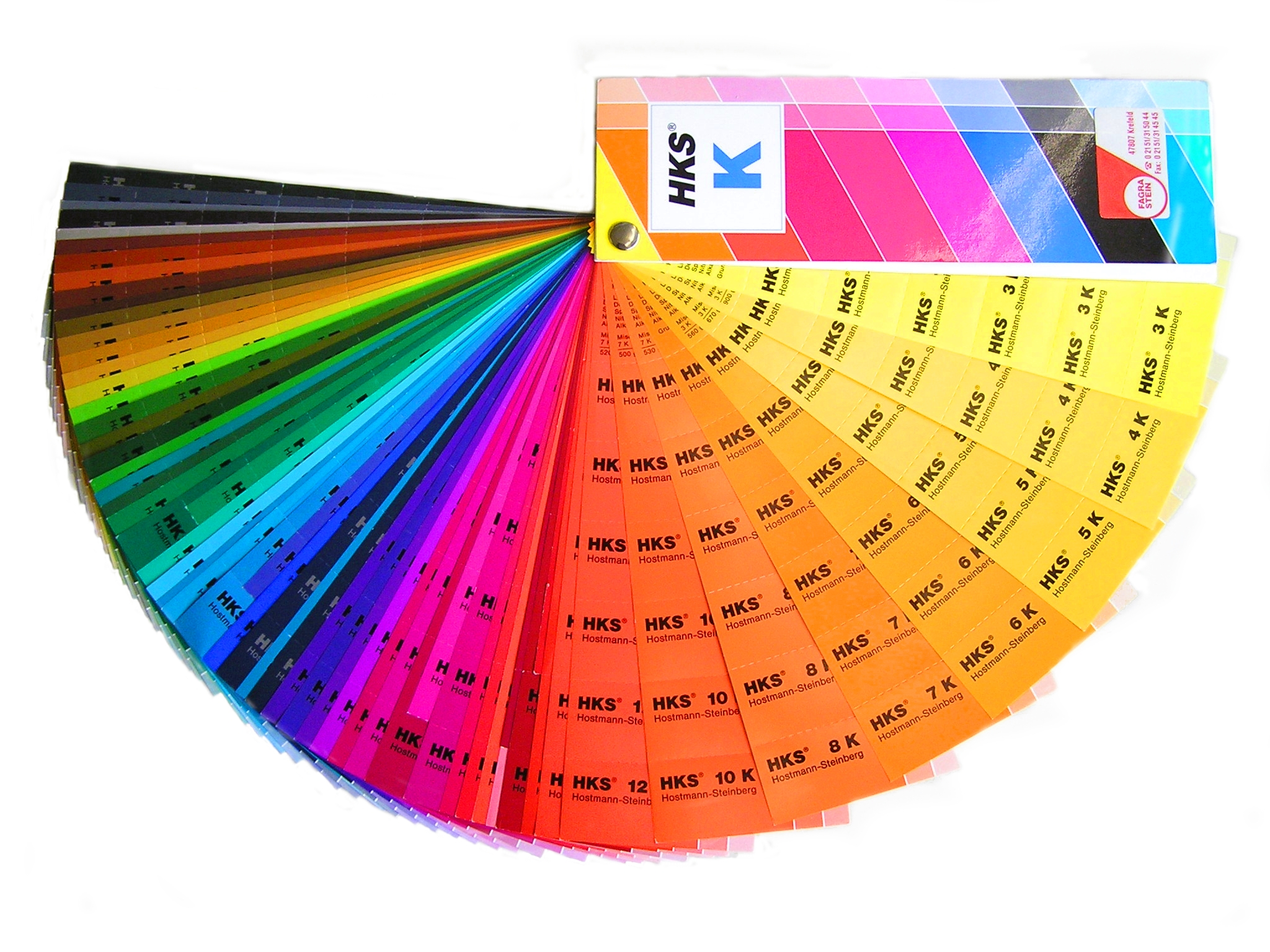
HKS-kleurenwaaier

HKS is een kleurensysteem dat 120 steunkleuren en 3250 tonen bevat voor gecoat en ongecoat papier. HKS is een afkorting van drie Duitse bedrijven: Hostmann-Steinberg Druckfarben, Kast + Ehinger Druckfarben en H. Schmincke & Co.
HKS-kleuren kunnen, net als Pantonekleuren, worden gebruikt in elke vorm van gedrukte publicatie om voorspelbare kleuren te produceren. Net zoals in het Pantonekleurensysteem zijn er ook in het HKS-kleurensysteem kleuren die niet kunnen worden gereproduceerd bij gebruik van kleuren uit het CMYK-kleurbereik, zoals helder oranje of bepaalde kleurtonen blauw.
Het HKS-kleurensysteem volgt de richtlijnen van ISO 12647:2 2002 en de FOGRA-standaarden (zoals Fogra27L). Dit betekent dat HKS-kleuren beschikbaar zijn op alle papiertypes van de 12647. Dit maakt het gemakkelijker om de kleuren te printen, zowel in offset als met gebruikelijke digitale printtechnologieën.

## Websites
- Officiële HKS-website
- ECI-website
- HKS-kleuren